# Astrid S
Astrid S, właśc. Astrid Smeplass (ur. 29 października 1996 w Rennebu) – norweska piosenkarka i autorka tekstów, laureatka nagrody MTV EMA dla najlepszego norweskiego wykonawcy.

## Życiorys
Astrid Smeplass swoją przygodę z muzyką rozpoczęła w młodym wieku. Gdy miała sześć lat, zaczęła brać lekcje gry na fortepianie. W wieku siedmiu lat zaczęła w grać na flecie w szkolnym zespole muzycznym nazywanym w Norwegii Skolekorps. Później brała lekcje śpiewu. Gry na gitarze uczyła się samodzielnie.
2013–2014: początki kariery
W 2013 roku wystąpiła w siódmej edycji norweskiej wersji programu Pop Idol. Była najmłodszą uczestniczką edycji. Podczas 1/8 finału zaśpiewała własny utwór pt. „Shattered”. Po tej rundzie Astrid odpadła z programu, kończąc tym samym swój udział na 5. miejscu. Dzień po odpadnięciu z Idola – 20 kwietnia – utwór „Shattered” wydała jako swój debiutancki singel. Był on notowany na 4. miejscu norweskiej listy przebojów i zyskał w tym kraju status złotej płyty.
Na początku listopada wraz z Julie Bergan wydała singel będący coverem utworu Kima Cesariona pt. „Undressed”. W 2014 roku wydała swój trzeci singel zatytułowany „2AM”. Utwór zremiksowany przez Matomę uplasował się na 13. miejscu norweskiej listy przebojów i trzykrotnie pokrył się platyną.
2015: pierwsze sukcesy
W 2015 wydała trzy single: „Hyde”, „Running Out” i „Paper Thin”. Drugi z nich, wydany wraz z Matomą, prócz sukcesu na listach przebojów w Norwegii, podobnie jak u dwóch pozostałych singli, był również notowany w sąsiedniej Szwecji. W tym samym roku wystąpiła gościnnie w utworze Shawna Mendesa pt. „Air”, który znalazł się na debiutanckim albumie Kanadyjczyka zatytułowanym Handwritten. Wykonała cover utworu „FourFiveSeconds” autorstwa Rihanny, Kanye’ego Westa i Paula McCartneya. Wraz z Prinstonem nagrała akustyczną wersję piosenki „Waiting for Love” Aviciiego.
25 października otrzymała nagrodę MTV Europe Music Awards dla najlepszego norweskiego wykonawcy. 30 listopada odebrała dwie nagrody P3 Gull wręczane przez norweską stację radiową NRK P3 i transmitowaną również przez stację telewizyjną NRK3 i portal internetowy NRK.no. Zwyciężyła w kategoriach nowy wykonawca roku oraz piosenka roku za utwór „2AM”.
2016: debiutancki minialbum

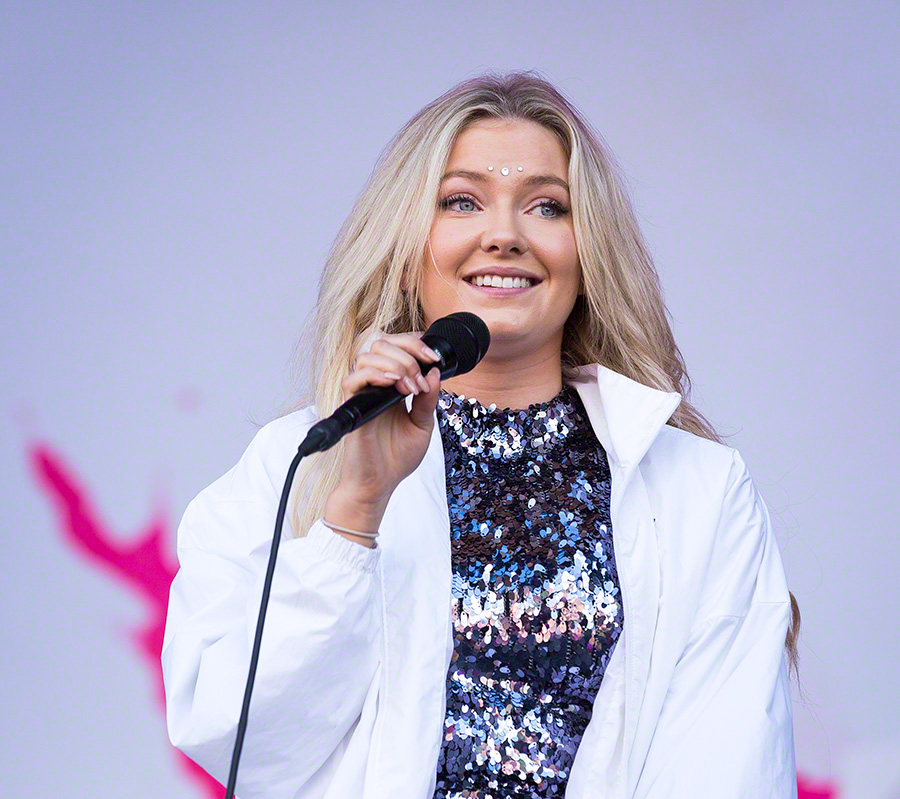
Astrid S podczas Stavernfestivalen w Stavern (9 lipca 2016)

20 maja 2016 Astrid wydała swój debiutancki album zatytułowany Astrid S. Znalazło się na nim pięć utworów, w tym singel „Paper Thin” oraz wydany dwa tygodnie wcześniej singel „Hurts So Good”. Nowy singel notowany był w czołówce list przebojów w Norwegii i Nowej Zelandii, a także w Szwecji. Sam album znalazł się na listach w Danii i Szwecji.
W kwietniu i maju supportowała australijskiego wokalistę Troye’a Sivana podczas jego występów w Europie, będących częścią trasy koncertowej Blue Neighbourhood Tour.
2017
W 2017 roku Astrid S wydała kolejne 2 minialbumy: Party's Over i jego wersje akustyczną: Party's Over (Acoustic). W ciągu tego roku opublikowała także 5 utworów muzycznych, które osiągały sukcesy na terenie Australii, Belgii, Bułgarii, Czech, Nowej Zelandii, Norwegii, Szwecji, Stanów Zjednoczonych, czy WNP (Ukraina, Rosja itd.). Została także nominowana do nagrody MTV Europe Music Awards dla najlepszego norweskiego wykonawcy.
2018

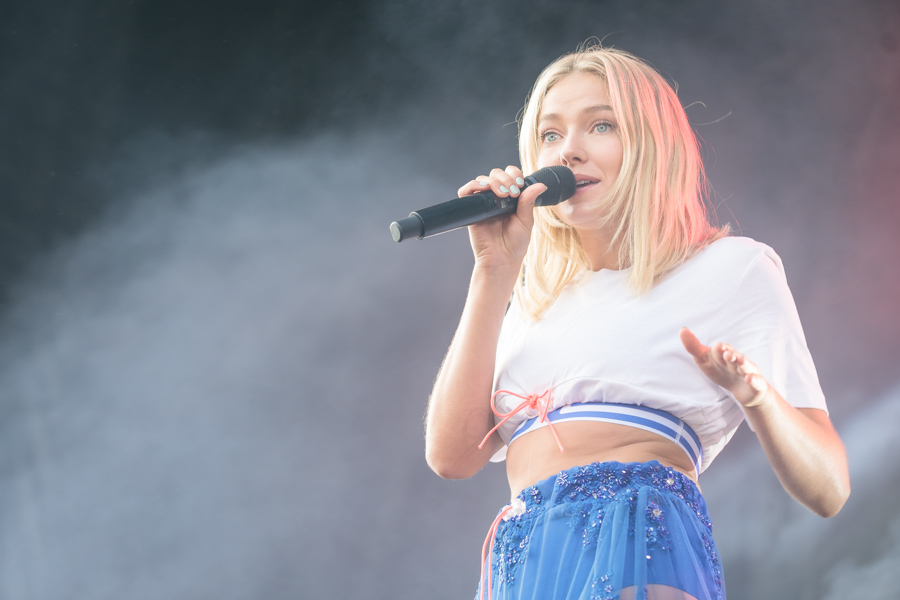
Astrid S podczas Stavernfestivalen w Stavern (2018)

W roku 2018 Astrid S nie nagrała żadnego nowego utworu, jednak została nominowana do nagrody MTV Europe Music Awards dla najlepszego norweskiego wykonawcy.
2019

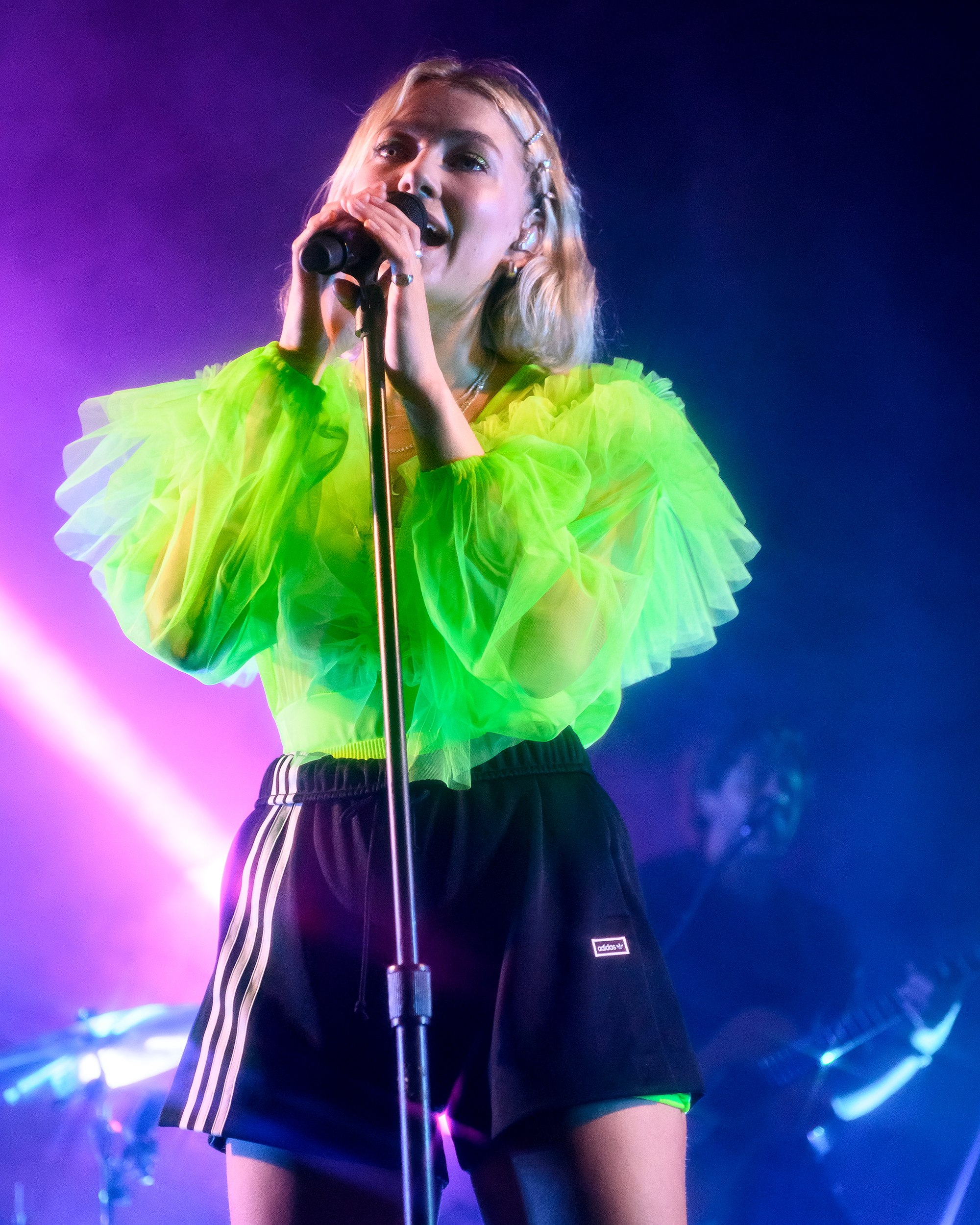
Astrid występująca w Santa Ana na terenie Kalifornii (5 lutego 2019)

W 2019 roku wydała 2 albumy: Trust Issues oraz Down Low, z czego pierwszy osiągnął sukces na terenie Szwecji. Jej single dostały się w tym roku do list przebojów Norwegii oraz Szwecji. Czwarty rok z rzędu Atrid S została także nominowana do nagrody MTV Europe Music Awards dla najlepszego norweskiego wykonawcy.
2020
W czasie 2020 roku Astrid S nagrała 9 singli, które dostały się do list przebojów Norwegii, Szwecji oraz Wspólnoty Niepodległych Państw. Najpopularniejszym z nich okazał się utwór „Dance Dance Dance”, który osiągnął sukces w kilku krajach.
16 października 2020 piosenkarka wyda swój debiutancki album studyjny pod tytułem Leave It Beautiful, który dostał się na 2. pozycję norweskiej listy przebojów.

## Dyskografia

### Albumy studyjne
| Rok                                                      | Dane dot. albumu | Pozycje na listach przebojów |
| Rok                                                      | Dane dot. albumu | NOR                          |
| -------------------------------------------------------- | --- | ---------------------------- |
| 2020                                                     | Leave It Beautiful - Wydany: 16 października 2020 - Wytwórnia: Universal Music - Format: CD, digital download, streaming | 2                            |
| „–” oznacza, że singel nie był notowany na danej liście. | |                              |

### Minialbumy
| Rok                                                      | Dane dot. albumu                                                             | Pozycje na listach przebojów | Pozycje na listach przebojów |
| Rok                                                      | Dane dot. albumu                                                             | DEN                          | SWE                          |
| -------------------------------------------------------- | ---------------------------------------------------------------------------- | ---------------------------- | ---------------------------- |
| 2016                                                     | Astrid S - Wydany: 20 maja 2016 - Wytwórnia: Universal Music                 | 38                           | 40                           |
| 2017                                                     | Party’s Over - Wydany: 30 czerwca 2017 - Wytwórnia: Island                   | –                            | 22                           |
| 2017                                                     | Party’s Over (Acoustic) - Wydany: 14 lipca 2017 - Wytwórnia: Universal Music | –                            | –                            |
| 2019                                                     | Trust Issues - Wydany: 30 sierpnia 2019 - Wytwórnia: Universal Music         | –                            | 55                           |
| 2019                                                     | Down Low - Wydany: 26 września 2019 - Wytwórnia: Universal Music             | –                            | –                            |
| „–” oznacza, że singel nie był notowany na danej liście. |                                                                              |                              |                              |

### Single

#### Jako główny wykonawca
| Rok                                                      | Singel                                       | Pozycje na listach przebojów | Pozycje na listach przebojów | Pozycje na listach przebojów | Pozycje na listach przebojów | Pozycje na listach przebojów | Pozycje na listach przebojów | Pozycje na listach przebojów | Certyfikat                                | Album                                              |
| Rok                                                      | Singel                                       | CZ                           | FIN                          | NOR                          | NZL                          | SWE                          | WNP                          | WNP                          | Certyfikat                                | Album                                              |
| Rok                                                      | Singel                                       | CZ                           | FIN                          | NOR                          | NZL                          | SWE                          | Radio                        | Radio & YouTube              | Certyfikat                                | Album                                              |
| -------------------------------------------------------- | -------------------------------------------- | ---------------------------- | ---------------------------- | ---------------------------- | ---------------------------- | ---------------------------- | ---------------------------- | ---------------------------- | ----------------------------------------- | -------------------------------------------------- |
| 2013                                                     | „Shattered”                                  | –                            | –                            | 4                            | –                            | –                            | –                            | –                            | - NOR: złota płyta                        | —                                                  |
| 2013                                                     | „Undressed” (Julie Bergan & Astrid Smeplass) | –                            | –                            | –                            | –                            | –                            | –                            | –                            | - NOR: platynowa płyta                    | —                                                  |
| 2014                                                     | „2AM”                                        | –                            | –                            | –                            | –                            | –                            | –                            | –                            | - NOR: 2× platynowa płyta                 | —                                                  |
| 2014                                                     | „2AM” (Matoma remix)                         | –                            | –                            | 13                           | –                            | –                            | –                            | –                            | - NOR: 3× platynowa płyta                 | —                                                  |
| 2015                                                     | „Hyde”                                       | –                            | –                            | 8                            | –                            | –                            | –                            | –                            |                                           | —                                                  |
| 2015                                                     | „Running Out” (Matoma & Astrid S)            | –                            | –                            | 7                            | –                            | 57                           | –                            | –                            | - NOR: 2× platynowa płyta                 | Hakuna Matoma                                      |
| 2015                                                     | „Paper Thin”                                 | –                            | –                            | 20                           | –                            | –                            | –                            | –                            |                                           | Astrid S                                           |
| 2016                                                     | „Hurts So Good”                              | –                            | –                            | 6                            | 18                           | 41                           | –                            | –                            | - NOR: platynowa płyta - POL: złota płyta | Astrid S oraz Leave It Beautiful (wersja Complete) |
| 2017                                                     | „Breathe”                                    | 25                           | –                            | 3                            | –                            | 41                           | 252                          | 759                          |                                           | Party's Over                                       |
| 2017                                                     | „Bloodstream”                                | –                            | –                            | –                            | –                            | –                            | 403                          | –                            |                                           | Party's Over                                       |
| 2017                                                     | „Party's Over”                               | –                            | –                            | –                            | –                            | –                            | –                            | –                            |                                           | Party's Over                                       |
| 2017                                                     | „Such A Boy”                                 | –                            | –                            | 2                            | –                            | –                            | –                            | –                            |                                           | Party's Over                                       |
| 2017                                                     | „Just For One Night”                         | –                            | –                            | –                            | –                            | –                            | –                            | –                            |                                           | —                                                  |
| 2017                                                     | „Think Before I Talk”                        | 90                           | 65                           | 1                            | –                            | 20                           | –                            | –                            | - NOR: 5× platynowa płyta                 | Leave It Beautiful (wersja Complete)               |
| 2019                                                     | „Sing It With Me”                            | –                            | –                            | 22                           | –                            | 76                           | –                            | –                            |                                           | —                                                  |
| 2019                                                     | „Someone New”                                | –                            | –                            | 9                            | –                            | –                            | –                            | –                            |                                           | Trust Issues                                       |
| 2019                                                     | „Only When It Rains”                         | –                            | –                            | 31                           | –                            | –                            | –                            | –                            |                                           | —                                                  |
| 2020                                                     | „I Don’t Know Why” (oraz NOTD)               | –                            | –                            | –                            | –                            | 91                           | –                            | –                            |                                           | Leave It Beautiful (wersja Complete)               |
| 2020                                                     | „I Do” (oraz Brett Young)                    | –                            | –                            | 3                            | –                            | –                            | –                            | –                            |                                           | Leave It Beautiful (wersja Complete)               |
| 2020                                                     | „Dance Dance Dance”                          | –                            | –                            | 6                            | –                            | –                            | 136                          | 152                          |                                           | Leave It Beautiful                                 |
| 2020                                                     | „Marilyn Monroe”                             | –                            | –                            | 7                            | –                            | –                            | –                            | –                            |                                           | Leave It Beautiful                                 |
| 2020                                                     | „It's OK If You Forget Me”                   | –                            | –                            | 7                            | –                            | –                            | –                            | –                            |                                           | Leave It Beautiful                                 |
| 2020                                                     | „Years”                                      | –                            | –                            | 15                           | –                            | –                            | –                            | –                            |                                           | Leave It Beautiful                                 |
| 2020                                                     | „Airpods”                                    | –                            | –                            | 22                           | –                            | –                            | –                            | –                            |                                           | Leave It Beautiful                                 |
| 2020                                                     | „Am I The Only One” (oraz R3hab i HRVY)      | –                            | –                            | 39                           | –                            | –                            | –                            | –                            |                                           | —                                                  |
| 2020                                                     | „Relations” (oraz Felix Sandman)             | –                            | –                            | 7                            | –                            | –                            | –                            | –                            | - NOR: platynowa płyta                    | —                                                  |
| 2021                                                     | „Hurts So Good”                              | –                            | –                            | –                            | –                            | –                            | –                            | –                            |                                           | —                                                  |
| 2021                                                     | „Når Snøen Smelter”                          | –                            | –                            | –                            | –                            | –                            | –                            | –                            |                                           | Tre nøtter til Askepott (ścieżka dźwiękowa)        |
| „–” oznacza, że singel nie był notowany na danej liście. |                                              |                              |                              |                              |                              |                              |                              |                              |                                           |                                                    |

#### Z gościnnym udziałem
| Rok                                                      | Utwór                                                   | Pozycje na listach przebojów | Pozycje na listach przebojów | Pozycje na listach przebojów | Certyfikat             |
| Rok                                                      | Utwór                                                   | NOR                          | WNP                          | WNP                          | Certyfikat             |
| Rok                                                      | Utwór                                                   | NOR                          | Radio                        | Radio & YouTube              | Certyfikat             |
| -------------------------------------------------------- | ------------------------------------------------------- | ---------------------------- | ---------------------------- | ---------------------------- | ---------------------- |
| 2016                                                     | „Dust” (CLMD, gościnnie Astrid S)                       | 13                           | 246                          | 710                          | - NOR: platynowa płyta |
| 2021                                                     | „Contigo Tengo Feeling” (Gabifuego, gościnnie Astrid S) | –                            | –                            | –                            |                        |
| „–” oznacza, że singel nie był notowany na danej liście. |                                                         |                              |                              |                              |                        |

### Pozostałe notowane utwory

#### Z gościnnym udziałem
| Rok                                                      | Utwór                                                               | Pozycje na listach przebojów | Album                    |
| Rok                                                      | Utwór                                                               | NOR                          | Album                    |
| -------------------------------------------------------- | ------------------------------------------------------------------- | ---------------------------- | ------------------------ |
| 2015                                                     | „Air” (Shawn Mendes, gościnnie Astrid)                              | 40                           | Handwritten              |
| 2015                                                     | „Dawn” (iSHi feat. Astrid S)                                        | –                            | Spring Pieces Mixtape    |
| 2015                                                     | „Waiting for Love” (Avicii, Prinston and Astrid S Acoustic Version) | –                            | Waiting for Love Remixes |
| „–” oznacza, że singel nie był notowany na danej liście. |                                                                     |                              |                          |

### Covery
- 2013: „Undressed” (wspólnie z Julie Bergan, wykonanie oryginalne: Kim Cesarion)[7]
- 2015: „FourFiveSeconds” (wykonanie oryginalne: Rihanna, Kanye West i Paul McCartney)[9]

## Nagrody i nominacje
| Rok  | Gala                    | Kategoria                      | Nominowane dzieło | Rezultat  |
| ---- | ----------------------- | ------------------------------ | ----------------- | --------- |
| 2015 | MTV Europe Music Awards | Najlepszy norweski wykonawca   | całokształt       | Wygrana   |
| 2015 | MTV Europe Music Awards | Najlepszy europejski wykonawca | całokształt       | Nominacja |
| 2015 | P3 Gull                 | Nowy wykonawca roku            | całokształt       | Wygrana   |
| 2015 | P3 Gull                 | Piosenka roku                  | „2AM”             | Wygrana   |
| 2016 | MTV Europe Music Awards | Najlepszy norweski wykonawca   | całokształt       | Nominacja |
| 2017 | MTV Europe Music Awards | Najlepszy norweski wykonawca   | całokształt       | Nominacja |
| 2018 | MTV Europe Music Awards | Najlepszy norweski wykonawca   | całokształt       | Nominacja |
| 2019 | MTV Europe Music Awards | Najlepszy norweski wykonawca   | całokształt       | Nominacja |